# Ron Ringguth

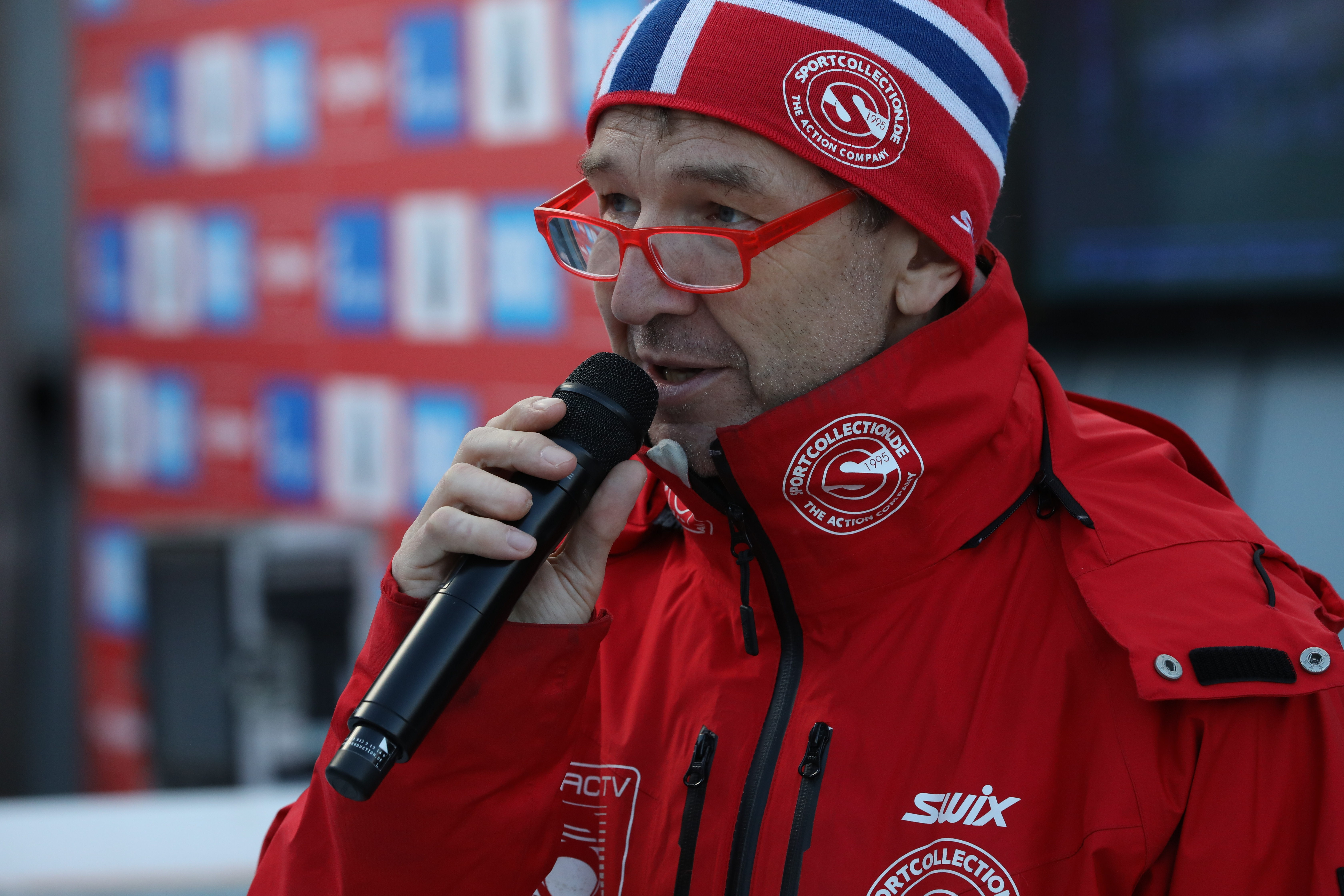
Ron Ringguth (2017)

Ronald „Ron“ Ringguth (* 3. Februar 1966 in Oschersleben) ist ein deutscher Reporter, Kommentator, Moderator, Produzent, Spielzeug-Erfinder und freier Unternehmer.

## Werdegang
Nach dem Abitur in Oschersleben im Jahre 1984 und dem Armeedienst absolvierte Ringguth von 1987 bis 1995 ein Informatikstudium an der TU Dresden mit dem Abschluss zum Diplom-Informatiker.
1990 gründete Ringguth in Dresden die unabhängige Studentenzeitung „ad rem“, die er später als geschäftsführender Redakteur leitete. Parallel dazu begann er als freier Mitarbeiter für diverse Tageszeitungen und den Hörfunksender „Sachsenradio“ zu arbeiten. Seit der Gründung des Mitteldeutschen Rundfunks 1992 arbeitete Ron Ringguth für MDR 1 Radio Sachsen und für den MDR-Sachsenspiegel. Später produzierte er Beiträge für andere ARD-Sender, für das ZDF-Frühstücksfernsehen und für Deutsche Welle TV.
1993 begann Ringguth als Bahnsprecher an der Rennschlitten- und Bobbahn Altenberg. Ron Ringguth hatte mehrere Jahre eine internationale Boblizenz, startete zusammen mit anderen Hobbybobfahrern und ehemaligen „Profis“ bei Rennen oder Startwettkämpfen.
Im August 1996 wurde Ron Ringguth vertretungsweise als Kommentator der Bahnrad-WM bei Eurosport eingesetzt. Aus der Rolle des Ersatzmannes wurde ein Dauerengagement beim Paneuropäischen Sportkanal. Neben seinen Spezialdisziplinen wie Bob, Rodeln, Bahnradsport, Rallye oder Gewichtheben war Ringguth aber auch in exotischen Sportarten wie Hochseeangeln oder Armdrücken zu hören. Insgesamt berichtete Ron Ringguth seit 1998 von neun Olympischen Spielen für Eurosport. Dazu übertrug er diverse Bob- und Skeletonwettbewerbe für die nordamerikanischen Sender SPEED, Universal Sports, NBC und CBC in Englisch. Im Winter 2006/07 kommentierte Ringguth für den Pay-TV-Sender Arena die Bob- und Skeleton-Wettbewerbe. Zusammen mit Dirk Raudies und Lenz Leberkern bzw. Alex Hofmann und Stefan Nebel kommentierte er zwischen 2003 und 2008 sowie 2015 die Motorrad-Weltmeisterschaft.
Im Videospiel MotoGP 15 war Ringguth als Kommentator zu hören.
Seit 2003 gehört Ron Ringguth zum Team der TV-total-Events von Stefan Raab auf ProSieben. Er kommentierte nahezu alle Rennen der Wok-WM, alle Turmspringen und Stock Car Challenges sowie den großen TV Total Parallelslalom und die Maskottchen-Weltmeisterschaft. Er hatte etliche Auftritte in Stefan Raabs Show TV total, unter anderem bei den Headis Spezials. In der 49. Folge Schlag den Raab übernahm Ringguth vertretungsweise die Rolle des Kommentators von Frank Buschmann. Diese Sendung wurde wegen des Spiels Ringing the Bull, das am Ende keinen Sieger hatte, die längste Ausgabe von Stefan Raabs Spielshow. Als ständige Vertretung Buschmanns fungierte er bei den Staffeln 3 und 6 von Schlag den Star. Seit Dezember 2018 ist Ringguth an der Seite von Elton wieder als Kommentator fester Bestandteil der Sendung. Den seit 2019 produzierten Ableger Schlag den Besten kommentierte er bis 2022 ebenfalls. Im Februar 2019 war er Kommentator der von Raab produzierten Headis Team-WM.
Nach Raabs Abschied kommentierte Ron Ringguth außerdem diverse Spielshows bei Sat.1 (Ran an den Mann, Duell der Stars – Die Sat.1 Promiarena, Superpets, Little Big Stars, Mein Mann kann). Bei DMAX war Ringguth an der Seite von Karl Geiger Moderator der Sendung Barrett Jackson und kommentierte im Sommer 2018 das Devils Race.
2023 moderierte er das Finale der Prosieben-Show Die Unschlagbaren.

Als Musikproduzent, Musikverleger und Labelmanager produzierte Ringguth TV-Musik für Sportevents (z. B. Olympiabewerbung Leipzig, Schwimm-EM Berlin) und weltweite TV-Übertragungen wie z. B. Bobweltcups.
Ringguth wohnt in Dresden und hat zwei Söhne.

## Kritik
Im Juni 2020 wurde Ringguth als Kommentator der Sendung Schlag den Star dafür kritisiert, einen Kommentar in der Sendung gegenüber einer Kandidatin im Bezug auf den Todesfall George Floyd abgegeben zu haben, welcher als unpassend aufgenommen wurde. Der Sender ProSieben distanzierte sich nach der Sendung auf Twitter, Ringguth entschuldigte sich noch während der Sendung live.